# Evarcha armeniaca
Evarcha armeniaca là một loài nhện trong họ Salticidae.
Loài này thuộc chi Evarcha. Evarcha armeniaca được Dmitri Viktorovich Logunov miêu tả năm 1999.